# Protective Stadium
El Protective Stadium es un estadio multiusos ubicado en Birmingham, Alabama, y los derechos del nombre son de la corporación Protective Life, dedicada a préstamos y seguros de vida, la cual pagó 15000000 $ por los derechos del nombre por 15 años.

## Historia
Fue inaugurado el 2 de octubre de 2021 como reemplazo del Legion Field como la sede de los UAB Blazers de la NCAA, equipo que perdió en su primer partido en fútbol americano ante Liberty Flames por 12-36. También es la sede del Birmingham Legion FC de la USL Championship.
Entre los eventos que se realizan en el estadio está el Birmingham Bowl desde la edición de 2021, además de la ceremonia de apertura y clausura de los Juegos Mundiales de 2022.